# 住吉郡
- 令制国一覧 > 畿内 > 摂津国 > 住吉郡
- 日本 > 近畿地方 > 大阪府 > 住吉郡

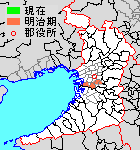
大阪府住吉郡の位置

住吉郡（すみよしぐん）は、摂津国・大阪市にあった郡。

## 郡域
1897年（明治12年）に行政区画として発足した当時の郡域は、概ね下記の区域にあたる。
- 大阪市
  - 住吉区の大部分（東粉浜を除く）
  - 東住吉区の大部分（公園南矢田・矢田・照ヶ丘矢田・住道矢田を除く）
  - 住之江区の大部分（粉浜・粉浜西を除く）
  - 平野区の大部分（加美各町・瓜破各町・長吉各町を除く）
  - 阿倍野区の一部（文の里・桃ヶ池町・長池町・昭和町・西田辺町・北畠・万代・帝塚山および王子町・阪南町の一部）
  - 西成区の一部（玉出西・南津守の各一部）

江戸時代に大和川が現在の位置に付け替えられた後も、1871年に国境が大和川に変更されるまでは現在の堺市域北部も住吉郡に含まれており（大和川参照）、和泉国との国境は付け替え以前と同じ堺市堺区の大小路であった（堺とは、摂津国と和泉国の境界という意味で、国境変更まで旧市街の大小路以北が摂津、以南は和泉に属していた。大小路以北の総氏神は住吉大社で、以南の総氏神は大鳥大社である）。堺市北部は和泉国の大鳥郡に移された。

## 歴史

### 古代
『日本書紀』や『風土記』によれば、かつては北隣に位置する東成郡・西成郡が浪速国と呼ばれていたのに対して、当郡は住吉国と呼ばれていた。また、もとの訓は「すみのえ」で、「すみよし」と呼ばれるようになったのは平安時代初期以降と考えられている。平安時代末期、隣接する百済郡が住吉郡に編入された。室町時代には東成郡・西成郡と合わせて欠郡（かけのこおり）と呼ばれ、分郡守護が置かれた。

#### 式内社
『延喜式』神名帳に記される郡内の式内社。
| 神名帳                        | 神名帳                                     | 神名帳   | 神名帳         | 比定社             | 比定社                       | 比定社                     | 集成 |
| 社名                          | 読み                                       | 格       | 付記           | 社名               | 所在地                       | 備考                       | 集成 |
| ----------------------------- | ------------------------------------------ | -------- | -------------- | ------------------ | ---------------------------- | -------------------------- | ---- |
| 住吉郡 22座（大10座・小12座） |                                            |          |                |                    |                              |                            |      |
| 住吉坐神社 四座               | スミヨシノ- スミノエニマス                 | 並名神大 | 月次相嘗新嘗   | 住吉大社           | 大阪府大阪市住吉区住吉       | 摂津国一宮                 |      |
| 大依羅神社 四座               | オホヨサミノ                               | 並名神大 | 月次相嘗新嘗   | 大依羅神社         | 大阪府大阪市住吉区庭井       |                            |      |
| 草津大歳神社                  | クサツオホトシノ                           | 小       | 鍬靫           | 合祀：大依羅神社   | 大阪府大阪市住吉区庭井       |                            |      |
| 草津大歳神社                  | クサツオホトシノ                           | 小       | 鍬靫           | （論）大歳社       | 大阪府大阪市住吉区墨江西     | 住吉大社境外末社           |      |
| 中臣須牟地神社                | ナカトミスムチノ                           | 大       | 月次新嘗       | 中臣須牟地神社     | 大阪府大阪市東住吉区住道矢田 |                            |      |
| 神須牟地神社                  | カムスムチノ                               | 小       | 鍬靫           | 神須牟地神社       | 大阪府大阪市住吉区長居西     |                            |      |
| 楯原神社                      | タテハラノ                                 | 小       |                | 式内楯原神社       | 大阪府大阪市平野区喜連       |                            |      |
| 須牟地曽祢神社                | スムチソネノ                               | 小       |                | 須牟地曽根神社     | 大阪府堺市北区蔵前町         |                            |      |
| 止杼侶支比売命神社            | トトロキ-                                  | 小       |                | 止止呂支比売命神社 | 大阪府大阪市住吉区沢之町     |                            |      |
| 赤留比売命神社                | アカルヒメノ-                              | 小       |                | 赤留比売命神社     | 大阪府大阪市平野区平野東     | 杭全神社飛地境内社         |      |
| 天水分豊浦命神社              | -ミコマリトヨウラノ- アメミツワケトヨワノ- | 小       |                | 天水分豊浦命神社   | 大阪府大阪市住吉区沢之町     | 止止呂支比売命神社境内末社 |      |
| 努能太比売命神社              | ヌノタヒメノ-                              | 小       |                | 合祀：大依羅神社   | 大阪府大阪市住吉区庭井       |                            |      |
| 大海神社 二座                 | オホワタツミ                               | 小       | 元名津守安人神 | 大海神社           | 大阪府大阪市住吉区住吉       | 住吉大社境内摂社           |      |
| 多米神社                      | タメノ                                     | 小       |                | 種貸社             | 大阪府大阪市住吉区住吉       | 住吉大社境内末社           |      |
| 船玉神社                      | フナダマノ                                 | 小       |                | 船玉神社           | 大阪府大阪市住吉区住吉       | 住吉大社境内摂社           |      |
| 生根神社                      | イクネノ                                   | 大       | 月次新嘗       | 生根神社           | 大阪府大阪市住吉区住吉       |                            |      |
| 凡例を表示                    |                                            |          |                |                    |                              |                            |      |

### 近世以降の沿革
- 「旧高旧領取調帳」に記載されている明治初年時点での支配は以下の通り。●は村内に寺社領が、○は寺社除地[2]が存在。（1町51村）

| 知行         | 知行             | 村数    | 村名 |
| ------------ | ---------------- | ------- | --- |
| 幕府領       | 幕府領           | 26村    | 松原新田、●湯谷島村、鷹合村、富田新田、砂子村、北田辺村、南田辺村、加賀屋新田、村上新田、庭井村、北島新田、柴谷新田、嬰木新田、駒井新田、奥村、○船堂村、大豆塚村、浅香山村、弥三次郎新田、南島新田、西万屋新田、庭井新田、庭井流作新田、花田新田、浅香山流作新田、万屋新田 |
| 幕府領       | 旗本領           | 1村     | ○北花田村 |
| 藩領         | 相模小田原藩     | 7村     | ●桑津村、我孫子村、杉本村、山之内村、寺岡村、●住吉村、前堀村 |
| 藩領         | 下総古河藩       | 1町 2村 | 平野郷町、猿山新田、堀村 |
| 藩領         | 摂津高槻藩       | 1村     | ●七道領 |
| 幕府領・藩領 | 幕府領・古河藩   | 1村     | 喜連村 |
| 幕府領・藩領 | 幕府領・高槻藩   | 1村     | 苅田村 |
| 幕府領・藩領 | 旗本領・小田原藩 | 1村     | ●遠里小野村 |
| その他       | 住吉大社領       | 11村    | 沢口村、殿辻村、千躰村、青蓮寺村、坂之井村、新町村、大領村、浜口村、鳥井村、南浜口村、島村 |

- 慶応4年

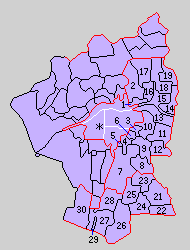
21.平野郷町 22.喜連村 23.北百済村 24.南百済村 25.田辺村 26.依羅村 27.墨江村 28.住吉村 29.安立町 30.敷津村（紫：大阪市 1 - 19は東成郡）

  - 2月 - 幕府領・旗本領が大坂裁判所司農局の管轄となる。
  - 5月2日（1868年6月21日） - 大坂裁判所司農局の管轄地域が大阪府司農局の管轄となる。
  - 6月8日（1868年7月27日） - 大阪府司農局の管轄地域が大阪府北司農局の管轄となる。
  - 6月 - 戊辰戦争後の処分により小田原藩が減封となり、本郡内の領地が消滅。
- 明治2年
  - 1月20日（1869年3月2日） - 大阪府北司農局の管轄地域が摂津県の管轄となる。
  - 5月10日（1869年6月19日） - 摂津県の管轄地域が豊崎県の管轄となる。
  - 8月2日（1869年9月7日） - 豊崎県の管轄地域が兵庫県の管轄となる。
  - 9月21日（1869年10月25日） - 兵庫県の管轄地域が大阪府の管轄となる。
- 明治4年
  - 7月14日（1871年8月29日） - 廃藩置県により藩領が古河県、高槻県の管轄となる。
  - 9月 - 和泉国大鳥郡との境界変更が行われ、南島新田、弥三次郎新田、西万屋新田、浅香山村（浅香山流作新田を含む）、大豆塚村、奥村、船堂村、北花田村、花田新田、庭井新田（庭井流作新田を含む）の全域および七道村、遠里小野村、万屋新田のそれぞれ大和川以南を大鳥郡に編入[14]。本郡側の七道村を七道領村に改称。（2町39村）
  - 11月14日（1871年12月25日） - 第1次府県統合により、古河県の管轄地域が印旛県の管轄となる。
  - 11月22日（1872年1月2日） - 第1次府県統合により、全域が大阪府の管轄となる。
- 明治5年（1872年） - 西成郡庄左衛門新田・桜井新田の所属郡が本郡に変更。住吉大社の境内地より安立町新田が起立。（2町42村）
- 明治8年（1875年）4月30日 - 大区小区制の大阪府での施行により、住吉郡が第7大区となる。
- 明治12年（1879年）
  - 2月10日 - 郡区町村編制法の大阪府での施行により、行政区画としての住吉郡が発足。郡役所が安立町に設置。
  - 平野郷町の枝郷が分立して新在家村・今在家村・今林村・中野村となる。（2町46村）
- 明治14年（1881年）1月6日 - 郡役所が東成郡天王寺村の東成郡役所に統合。東成郡役所が改称して「東成住吉郡役所」となる。
- 明治15年（1882年）（3町45村）
  - 駒井新田および加賀屋新田の一部が合併して南加賀屋新田となる。加賀屋新田の残部が北加賀屋新田となる。
  - 安立町新田を長峡町に改称。
- 明治16年（1883年）（9町41村）
  - 平野郷町が平野馬場町・平野泥堂町・平野市町・平野野堂町・平野流町・平野背戸口町・平野西脇町に分立。
  - 杉本村の一部が分立して杉本新田となる。
  - 青蓮寺村・坂之井村・新町村・大領村・鳥井村が合併して上住吉村となる。
  - 富田新田が湯谷島村に合併。
- 明治22年（1889年）4月1日 - 町村制の施行により、下記の町村が発足。全域が現・大阪市。（2町8村）
  - 平野郷町 ← 平野馬場町・平野泥堂町・平野市町・平野野堂町・平野流町・平野背戸口町・平野西脇町（現・平野区）
  - 喜連村（単独村制。現・平野区）
  - 北百済村 ← 新在家村、今在家村、今林村、桑津村（現・東住吉区）
  - 南百済村 ← 湯谷島村、中野村、鷹合村、砂子村（現・東住吉区）
  - 田辺村 ← 南田辺村、北田辺村、猿山新田、松原新田（現・東住吉区）
  - 依羅村 ← 我孫子村、堀村、前堀村、寺岡村、苅田村、庭井村、杉本村、杉本新田、山之内村（現・住吉区）
  - 墨江村 ← 殿辻村、沢口村、遠里小野村、千躰村、上住吉村、長峡町、南浜口村（現・住吉区）、浜口村（現・住吉区、住之江区）、島村（現・住之江区）
  - 住吉村（単独村制。現・住吉区）
  - 安立町 ← 安立町、七道領村（現・住之江区）
  - 敷津村 ← 南加賀屋新田、北加賀屋新田、村上新田、北島新田、柴谷新田、桜井新田、庄左衛門新田、嬰木新田（現・住之江区）
- 明治27年（1894年）10月25日 - 依羅村が廃止され、一部（寺岡・前堀・堀）に長居村、残部に改めて依羅村が発足。（2町9村）
- 明治29年（1896年）4月1日 - 郡制の施行のため、「東成住吉郡役所」が管轄する各郡の区域をもって、改めて東成郡が発足。同日住吉郡廃止。

## 行政
住吉郡長
| 代 | 氏名     | 就任年月日                | 退任年月日                | 備考                                          |
| -- | -------- | ------------------------- | ------------------------- | --------------------------------------------- |
| 1  | 佐藤尙敎 | 明治12年（1879年）2月21日 | 不詳                      |                                               |
| 2  | 森脇惟一 | 明治12年（1879年）7月9日  | 明治12年（1881年）7月12日 |                                               |
| 3  | 深瀨和直 | 明治12年（1879年）7月12日 | 明治14年（1881年）1月6日  | 東成郡長と兼任、のち東成・住吉郡長へ転任 廃官 |

東成・住吉郡長
| 代 | 氏名       | 就任年月日                | 退任年月日                 | 備考                                   |
| -- | ---------- | ------------------------- | -------------------------- | -------------------------------------- |
| 1  | 深瀨和直   | 明治14年（1881年）1月8日  | 明治16年（1883年）1月15日  | 東成郡長および住吉郡長よりそれぞれ就任 |
| 2  | 櫻井義起   | 明治16年（1883年）1月15日 | 不詳                       |                                        |
| 3  | 葉山荒太郎 | 明治19年（1886年）7月20日 | 明治19年（1886年）8月25日  |                                        |
| 4  | 白石純治   | 明治19年（1886年）8月25日 | 明治23年（1890年）6月16日  |                                        |
| 5  | 櫻井義起   | 明治23年（1890年）6月16日 | 明治23年（1890年）10月11日 | 2代の再任                              |
| 6  | 山口昌壽   | 明治23年（1890年）11月1日 | 明治25年（1892年）6月2日   |                                        |
| 7  | 弘道輔     | 明治25年（1892年）6月2日  | 明治26年（1893年）5月31日  |                                        |
| 8  | 本山茂樹   | 明治26年（1893年）5月31日 | 明治29年（1896年）3月31日  | 東成郡との合併により住吉郡廃止         |